# Saravuth Parthipakoranchai
Saravuth Parthipakoranchai (Banguecoque, 10 de abril de 1950 – 24 de março de 2024) foi um futebolista tailândes que competiu nos Jogos Olímpicos de Verão de 1968.

## Morte
Parthipakoranchai morreu em 24 de março de 2024, aos 76 anos.